# Београдски паримејник
Београдски паримејник је српски средњовековни кодекс из прве четвртине XIII века. Оригинал рукописа је чуван у старој Народној библиотеци на Косанчићевом венцу све до 1915. када је нестао при евакуацији, да би тек 1969. године, био пронађен и враћен Народној библиотеци Србије.
Паримејник је у средњовековној Србији имао литургијску, обредну намену и садржи делове Старога и Новога завета који се читају на богослужењу. Профетологион је са грчког на старословенски језик, превео Свети Методије, већ у време Моравске мисије. Превод овог специфичног кодекса, који садржи паримије — изабране одломке из двадесетак књига Старога и само из две књиге Новога завета.
По свом писму, у српској редакцији старословенског, паримејник припада раној рашкој школи, али га поједини правописни знаци везују и уз зетско-хумске рукописе и ранију македонску подлогу. Писар није познат, а од овог, једног од најлепших споменика ране српске писмености, остали су само одломци и то они који су се читали на вечерњим службама од среде увече прве недеље поста до петка тзв. Цветне недеље.